# Розсохуватська сільська рада (Кегичівський район)
Розсохува́тська сільська́ ра́да — адміністративно-територіальна одиниця та орган місцевого самоврядування в Кегичівському районі Харківської області. Адміністративний центр — село Розсохувата.

## Загальні відомості
- Населення ради: 543 особи (станом на 2001 рік)

## Населені пункти
Сільській раді підпорядковані населені пункти:
- с. Розсохувата
- с. Крутоярівка

## Склад ради
Рада складається з 12 депутатів та голови.
- Голова ради: Рябоконь Сергій Григорович
- Секретар ради: Ткаченко Ірина Іванівна

### Керівний склад попередніх скликань
| Прізвище, ім'я, по батькові | Основні відомості                                                         | Дата обрання | Дата звільнення |
| --------------------------- | ------------------------------------------------------------------------- | ------------ | --------------- |
| Корж Олександр Борисович    | Сільський голова, 1960 року народження, безпартійний                      | 26.03.2006   | 31.10.2010      |
| Рябоконь Сергій Григорович  | Сільський голова, 1972 року народження, освіта вища, член Народної партії | 31.10.2010   |                 |

Примітка: таблиця складена за даними сайту Верховної Ради України

### Депутати
За результатами місцевих виборів 2010 року депутатами ради стали:

#### За суб'єктами висування
| Суб'єкт висування                                       | Кількість обраних депутатів | %  |
| ------------------------------------------------------- | --------------------------- | -- |
| Партія регіонів                                         | 9                           | 75 |
| Політична партія Всеукраїнське об'єднання «Батьківщина» | 3                           | 25 |

#### За округами
| № округу                                                | Прізвище, ім'я, по батькові     | Дата визнання обраним | Освіта             | Партійна приналежність                        | Відомості про обраного депутата                             |
| ------------------------------------------------------- | ------------------------------- | --------------------- | ------------------ | --------------------------------------------- | ----------------------------------------------------------- |
| Партія регіонів                                         |                                 |                       |                    |                                               |                                                             |
| 1                                                       | Ткаченко Ірина Іванівна         | 01.11.2010            | середня спеціальна | член Партії регіонів                          | Розсохуватська сільська рада, секретар                      |
| 3                                                       | Єрмоленко Віта Анатоліївна      | 01.11.2010            | середня            | член Партії регіонів                          | Крутоярівський фельдшерсько-акушерський пункт, завідувачка  |
| 4                                                       | Коростій Євгеній Семенович      | 01.11.2010            | середня            | член Партії регіонів                          | ПП"Агро прогрес", зав. складом                              |
| 5                                                       | Марінчев Анатолій Олександрович | 01.11.2010            | середня            | член Партії регіонів                          | ПП"Агро прогрес", водій                                     |
| 6                                                       | Проскурня Олександр Михайлович  | 01.11.2010            | вища               | член Партії регіонів                          | ТОВ «Донбас Агро захист», менеджер з продажу                |
| 7                                                       | Проскурня Любов Миколаївна      | 01.11.2010            | вища               | член Партії регіонів                          | Розсохуватська сільська рада, землевпорядник                |
| 8                                                       | Довженко Олександра Іванівна    | 01.11.2010            | середня            | член Партії регіонів                          | ПП"Агро прогрес", різноробоча                               |
| 9                                                       | Касько Наталія Миколаївна       | 01.11.2010            | середня            | член Партії регіонів                          | Крутоярівка ЗНВК, вчитель                                   |
| 10                                                      | Макаренко Ірина Андріївна       | 01.11.2010            | середня            | член Партії регіонів                          | ПП"Агро прогрес", тваринниця                                |
| Політична партія Всеукраїнське об'єднання «Батьківщина» |                                 |                       |                    |                                               |                                                             |
| 2                                                       | Волошина Вікторія Іванівна      | 01.11.2010            | середня            | позапартійна                                  | приватний підприємець                                       |
| 11                                                      | Рибальченко Ганна Михайлівна    | 01.11.2010            | середня            | член Всеукраїнського об'єднання «Батьківщина» | тимчасово не працює                                         |
| 12                                                      | Мадика Зінаїда Степанівна       | 01.11.2010            | вища               | член Всеукраїнського об'єднання «Батьківщина» | Розсохуватській фельдшерсько-акушерський пункт, завідувачка |